# Guardão
Guardão ist eine Gemeinde (Freguesia) im portugiesischen Kreis Tondela. In ihr leben 1228 Einwohner (Stand 19. April 2021).